# 分岐図 (力学系)

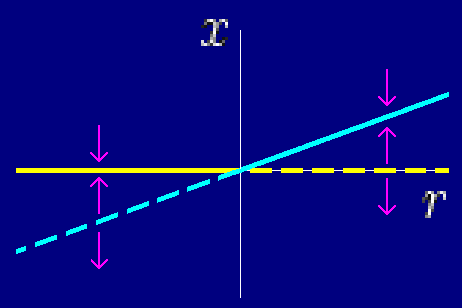
トランスクリティカル分岐の分岐図

力学系理論における分岐図（ぶんきず、英語：bifurcation diagram）とは、系のパラメータ変化によって起こる分岐の様相をプロットする図である。
ある力学系のパラメータ変化にともない、系の振る舞いが質的に変化することを分岐と呼ぶ。分岐図は、このような分岐の様相を把握するのに有用な図である。
数学的には、パラメータと不変集合の組全体を描いたものが分岐図といえる。1状態変数-1パラメータの分岐図では、横軸にパラメータを取り、縦軸に状態変数を取り、固定点あるいは周期点のグラフを図示する。安定な固定点には実線を、不安定な固定点には破線を用い、それぞれを区別する。分岐図中には、状態空間が進む方向を示す矢印を記入することもある。
エノン写像のような2パラメータの系では、横軸と縦軸にそれぞれのパラメータを割り当て、系の振る舞いごとに分岐図平面を色分けして図示する。

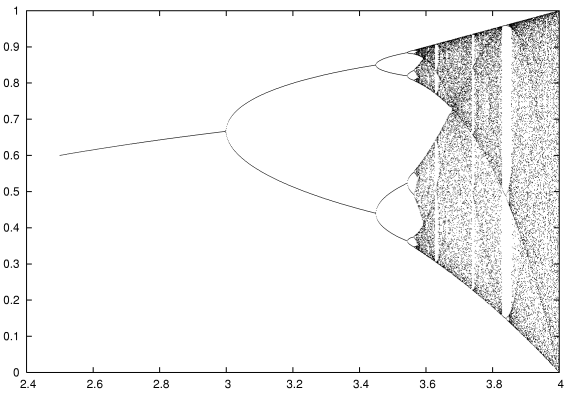
ロジスティック写像の軌道図

数値実験的に書かれた近似的な分岐図は、軌道図（英語：orbit diagram）とも呼ばれる（軌道図と同じものを単に分岐図とよぶこともある）。軌道図では、横軸にパラメータを取るのは分岐図と同じだが、縦軸には写像の反復による漸近的な軌道をプロットする。ロジスティック写像の軌道図は、非線形ダイナミクスの象徴とも言えるほどよく知られている。
軌道図の場合、具体的には次のようにプロットを作成する。パラメータ a、状態変数 x のある写像を fa と記すとする。まず a をある数値に固定して、fa の反復を例えば600回行う。その内の最初の300回の結果は、過渡的な振る舞いを示しているものとして捨て去り、後の300回の結果を残す。そして、残した300個の x の数値を、固定した a に対してプロットする。a の数値を少し変えて上記を再度行う。これを繰り返すことで軌道図が出来上がる。
軌道図を描くときは、写像の反復をするときの初期値 x0 の選び方が重要となる。軌道図で近似的に描かれるのは、x0 についての ω-極限集合 ω (x0) である。系が複数のアトラクターを持っていたとしても、上手く初期値を取らないと一つのアトラクターしか軌道図で捉えられないこともある。どのような初期値の決め方がよいかは、具体的には個別に試行錯誤せざるを得ない。